# Euller Elias de Carvalho
Euller Elias de Carvalho (nacido el 15 de marzo de 1971) es un exfutbolista brasileño que se desempeñaba como delantero.
Euller Elias de Carvalho jugó 6 veces y marcó 3 goles para la selección de fútbol de Brasil entre 2000 y 2001.

## Trayectoria

### Clubes
| Club             | País   | Año         |
| ---------------- | ------ | ----------- |
| América          | Brasil | 1988 - 1993 |
| São Paulo        | Brasil | 1994 - 1995 |
| Atlético Mineiro | Brasil | 1995 - 1997 |
| Palmeiras        | Brasil | 1997        |
| Verdy Kawasaki   | Japón  | 1998        |
| Palmeiras        | Brasil | 1998 - 2000 |
| Vasco da Gama    | Brasil | 2000 - 2001 |
| Kashima Antlers  | Japón  | 2002 - 2003 |
| São Caetano      | Brasil | 2004        |
| Atlético Mineiro | Brasil | 2005        |
| América          | Brasil | 2006 - 2007 |
| Tupynambás       | Brasil | 2007        |
| América          | Brasil | 2008 - 2011 |

### Selección nacional
| Selección | País   | Año         |
| --------- | ------ | ----------- |
| Absoluta  | Brasil | 2000 - 2001 |

## Estadística de equipo nacional
| Selección de fútbol de Brasil | Selección de fútbol de Brasil | Selección de fútbol de Brasil |
| Año                           | Part.                         | Goles                         |
| ----------------------------- | ----------------------------- | ----------------------------- |
| 2000                          | 1                             | 1                             |
| 2001                          | 5                             | 2                             |
| Total                         | 6                             | 3                             |